# فرانسیس ادوارد پیترز
فرانسیس ادوارد پیترز (به انگلیسی: Francis Edward Peters) معروف به اف. ای. پیترز (متولد ۲۳ ژوئن ۱۹۲۷ در نیویورک) استاد ممتاز تاریخ و مطالعات خاورمیانه و اسلام در دانشگاه نیویورک است. او دوره‌های کارشناسی و کارشناسی ارشد را در دانشگاه سنت لوئیس و دوره دکتری اسلام‌شناسی را در دانشگاه پرینستون گذراند و از سال ۱۹۶۱ در دانشگاه نیویورک تدریس می‌کند.

## کتاب‌های ترجمه‌شده به فارسی
- یهودیت، مسیحیت و اسلام: اعمال روح، فرانسیس ادوارد پیترز، حسین توفیقی (مترجم)، ناشر: حوزه علمیه قم، مرکز مطالعات و تحقیقات ادیان و مذاهب
- یهودیت، مسیحیت و اسلام: از عهد تا جامعه، فرانسیس ادوارد پیترز، حسین توفیقی (مترجم)، ناشر: حوزه علمیه قم، مرکز مطالعات و تحقیقات ادیان و مذاهب
- یهودیت، مسیحیت و اسلام: کلمه و شریعت و قوم خدا، فرانسیس ادوارد پیترز، حسین توفیقی (مترجم)، ناشر: حوزه علمیه قم، مرکز مطالعات و تحقیقات ادیان و مذاهب